# Antaxius bouvieri
Antaxius bouvieri is een rechtvleugelig insect uit de familie sabelsprinkhanen (Tettigoniidae). De wetenschappelijke naam van deze soort is voor het eerst geldig gepubliceerd in 1923 door Lucien Chopard.
1. ↑  (en) Antaxius bouvieri op de IUCN Red List of Threatened Species.